# District de Loxton Waikerie
Le district de Loxton Waikerie (District of Loxton Waikerie) est une zone d'administration locale située dans l'est de l'État d'Australie-Méridionale, en Australie. 
La principale localité de la zone est Loxton.

## Localités
Alawoona, Bakara, Bayah, Bookpurnong, Boolgun, Browns Well, Bugle Hut, Caliph, Cobera, Devlin Pound, Golden Heights, Hartwig Corner, Holder, Kanni, Kingston-On-Murray, Lock No 2, Lowbank, Loxton, Loxton North, Maggea, Maize Island, Malpas, Markeri, Meribah, Moorook, Mootatunga, Murbko, Myrla, Nadda, Naidia, Nangari, Netherleigh, New Residence, New Well, Noora, Notts Well, Oxford Landing, Paisley, Pata, Peebinga, Poogincok, Pyap, Qualco, Ramco, Ramco Heights, Sunlands, Taldra, Taplan, Taylorville, Tookayerta, Tuscan, Veitch, Waikerie, Wappilka, Woolpunda, Wunkar, Yinkanie